# Szorongásos személyiségzavarok
A személyiségzavarok szorongásos csoportjába az elkerülő, a dependens és a kényszeres személyiség tartozik. Ezekben a viselkedészavarokban szenvedő személyek többnyire szorongóak és félénkek. Ezen kórformák kezelése viszonylag eredményesnek mondható, a többi személyiségzavarhoz képest lényegesen kedvezőbb.

## Szorongásos személyiségzavarok felismerése
A személyiségzavarok a jellem, vagy viselkedés merev és szokássá vált mintázatai, amelyek jelentős mértékben korlátozzák az egyén alkalmazkodóképességét. Ezt a viselkedésformát a társadalom sok esetben maladaptívnak véli, maga a személy azonban nem. A személyiségzavar igen gyakori és krónikus pszichiátriai betegség. Személyiségzavarról abban az esetben beszélhetünk, amikor a személyiségvonások oly mértékben rugalmatlanná válnak, hogy jelentősen rontják a személy normális életvitelre való képességét. A személyiségzavarok a problémamegoldás, és a stresszel való megküzdés nem megfelelő mintázataiban mutatkoznak meg. A betegek nagyobb valószínűséggel utasítják el a pszichiátriai segítséget, és problémájukat nem ismerik el, mint a szorongásos zavarokban szenvedő páciensek. Gyakori, hogy már a serdülőkor elején is jelentkeznek a személyiségzavarokhoz társuló viselkedészavarok, amelyek az egyén egész életét végigkísérhetik. A személyiségzavarban szenvedő betegek fokozottan veszélyeztetettek a mindennapi életvitelükben is. (Phillips, Gunderson 1998) Az alábbi adatok is ezt a tényt támasztják alá:
- magasabb a válások száma
- nagyobb eséllyel válnak hajléktalanná, munkanélkülivé
- részükről gyakoribb a gyermekekkel való visszaélés
- gyakrabban válnak balesetek áldozatává
A DSM-IV tizenegyféle személyiségzavart ír le, amelyek többségét azonban még nem tették alapos kutatás tárgyává. A személyiségzavarokat három nagyobb csoport alapján osztályozhatjuk. Az első nagy csoportba a „különc” személyiségzavarokat sorolhatjuk: ide tartoznak például a paranoid, skizoid, skizotip személyiségzavarok. A következő kategóriába a „teátrális” személyiségzavarok kerültek: pl.: antiszociális, borderline, hisztrionikus, narcisztikus személyiségzavar. A harmadik összefoglaló csoport a „szorongásos” személyiségzavarok csoportja: pl.: elkerülő, dependens, kényszeres személyiségzavar.

### Elkerülő személyiség
Az elkerülő személyiségű emberekre jellemző, hogy társas helyzetekben szélsőségesen gátoltak, tehát kerülik az interperszonális kontaktusokat, illetve fokozottan érzékenyek a negatív vélemények kinyilvánítására. (APA, 1994) Társas helyzetekben modoruk alapvetően félénk, bizonytalan, állandóan attól tartanak, hogy idegeskedésük lehetetlen helyzetekbe sodorja őket. Megfigyelhető, hogy intim kapcsolataikban is igen visszafogottan viselkednek, hiszen félnek a megszégyenüléstől, megaláztatástól. Az elkerülő személyiségű emberek önértékelési problémákkal is küzdenek, mert saját magukat alacsonyabb rendűnek tartják társaiktól. Baráti kapcsolataik szegényesek vagy pedig egyáltalán nincs is, holott igényelnék az intim kapcsolatokat. Gyakran éreznek magányt, ürességet, depressziót. A magány mértékének csökkentése céljából sokszor pótcselekvésként a belső fantázia-és képzelet világukba menekülnek. (Millon, 1990) A viselkedésterapeuták leginkább expóziós kezeléssel és szociális készségeket javító tréningekkel igyekeznek helyreállítani az elkerülő kliensek szociális kapcsolatait. (Quality Assurance Project, 1991; Stravynski et al., 1987) A diszkomfortérzés csökkentésére bizonyos esetekben alkalmazhatóak antidepresszáns, illetve szorongásellenes gyógyszerek is, azonban sokszor ez csak átmeneti megoldást nyújt, mert a gyógyszerszedés abbahagyását követően a tünetek ismét kiújulhatnak. (Liebowitz et al., 1991, 1990; Mattick és Newman, 1991)

### Dependens személyiség
A dependens személyiségű emberre jellemző, hogy állandó gondoskodásra és törődésre van szüksége (APA, 1994), ezért közeli hozzátartozóira általában görcsösen tapad, és teljesen aláveti magát nekik. Önálló döntéshozatali képességük is korlátozva van, mert a környezetükben élő személyekre hagyatkoznak, és a segítségükre szorulnak. Az elkerülő személyiségnél a kapcsolatok kezdeményezése, a dependens személyiségnél pedig az elszakadás okozza a problémát. A dependens személyek teljesen mások akaratának rendelődnek alá, éppen ezért nagyon ritkán mondanak ellent. Gyakran vállalnak erejüket meghaladó feladatokat, annak érdekében, hogy a többi ember elismerését elnyerjék, hiszen rendkívül érzékenyek a kritikára és az egyet nem értésre. A csoportterápiás kezelés ebben az esetben is viszonylag hatékonynak bizonyulhat, mivel több személy támogatását is magukénak tudhatják, ráadásul nem kerülnek egy domináns személy befolyása alá. (Azima, 1993; Perry, 1989)

### Obszesszív-kompulzív személyiség
Az obszesszív-kompulzív vagy más néven kényszeres személyiség legfontosabb jellemzője, hogy görcsösen ragaszkodik a tökéletességhez, rendhez, olyannyira, hogy ennek következtében kapcsolatai és teljesítménye jelentős mértékben károsodhatnak. A kényszeres személyiségek általában magas mércéket állítanak fel maguk számára, így teljesítményükkel sohasem tudnak kifogástalanul elégedettek lenni. Nem szívesen dolgoznak csoportban, mert az a meggyőződésük, hogy a többi ember hozzájuk képest túlságosan felkészületlen, hanyag. Merevségüket tükrözi az érzelemkifejezésük korlátozottsága, illetve szociális kapcsolataik felszínessége. A kényszeres személyiségű emberek életvitelét jelentősen javíthatják a különböző pszichodinamikus vagy kognitív pszichoterápiák. A pszichodinamikus eljárás segít abban, hogy a kliens átélje, megtapasztalja a valódi érzelmeit, leküzdje bizonytalanságát, és elfogadja a saját korlátai adta lehetőségeket. (Salzman, 1989) A kognitív terápiák segítenek oldani a kliens határozatlanságát, perfekcionizmusát, krónikus szorongását.